# Calamosternus colimaensis
Calamosternus colimaensis är en skalbaggsart som beskrevs av Hinton 1934. Calamosternus colimaensis ingår i släktet Calamosternus och familjen Aphodiidae. Inga underarter finns listade.